# پرسیوال نورتون جانسون
پرسیوال نورتون جانسون (به انگلیسی: Percival Norton Johnson) (زاده ۱۷۹۹ - درگذشته ۱۸۶۶) کارآفرین، بازرگان و مدیر ارشد اجرایی بریتانیایی بود، که در سال ۱۸۱۷ شرکت جانسون متی را تأسیس نمود.